# Ottavio Baussano

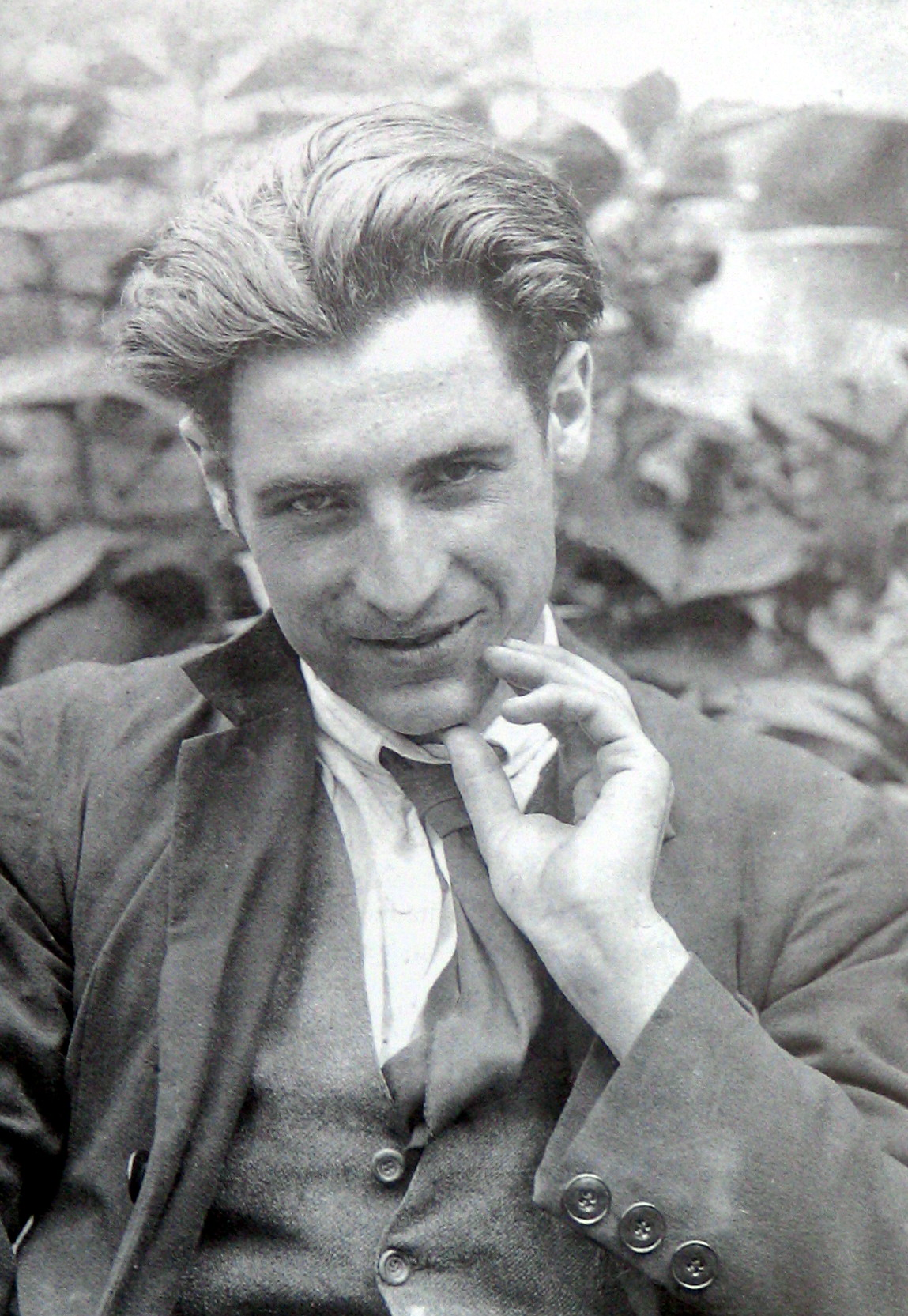
Ottavio Baussano a 22 anni

Ottavio Baussano (Asti, 19 aprile 1898 – Asti, 1970) è stato un pittore e scenografo italiano.

## La vita

### La formazione
Baussano, apparteneva a una numerosa famiglia molto attiva ad Asti nel campo decorativo.

Nacque nel popolare borgo di San Rocco nel complesso delle Caserme. Nel 1910, la famiglia si trasferì in via XX Settembre, in una casa medievale in cui l'artista trascorrerà la maggior parte della sua vita.
In questa casa il padre Secondo aprì la sua bottega da decoratore. La bottega divenne presto un punto d'incontro per i più importanti artisti astigiani dell'epoca e proprio uno dei frequentatori (Canuto Borelli, direttore dell'Istituto d'Arte e Mestieri di Asti), intuendo il talento del figlio Ottavio, convinse il padre a iscriverlo all'Accademia Ligustica di Belle Arti, molto in auge nei primi decenni del XX secolo per la sua chiara impronta positivistica.
A Genova il Baussano venne messo a bottega presso un restauratore di mobili che gli permetteva di frequentare i corsi pomeridiani e serali dell'Accademia.
Nel 1917 gli studi furono interrotti per la chiamata alle armi della classe 1898. Il Baussano venne inviato sul fronte francese dove partecipò alla tragica battaglia di Verdun. Di quell'esperienza rimane un quaderno di "schizzi" a carboncino che ispireranno il quadro "i profughi".
Al termine del conflitto, l'artista terminò gli studi e cominciò l'attività di pittore e decoratore ad Asti e Genova.
Negli anni Venti si dedicò alla grafica pubblicitaria con i manifesti per la Birra Olimpo ed il Consorzio dell'Asti spumante, oltre a scenografie per feste e veglioni danzanti.
In questo periodo cominciò anche la produzione pittorica, specialmente di soggetti sacri; è di questo periodo, infatti, l'ovale della Vergine realizzato nel 1923 per l'Opera pia Telline.

### L'incontro con Vincenzo Buronzo
Con l'avvento del fascismo nel Regno d'Italia, si sviluppò una politica propagandistica tendente a rivalorizzare e ripristinare tutte le antiche tradizioni folkloristiche della penisola.

In questo modo il fascismo tentò di dare un senso di continuità storica agli antichi fasti municipali delle città italiane, presentandosi come il custode ed il continuatore di queste tradizioni.
Anche la città di Asti, in particolar modo con il suo Podestà Vincenzo Buronzo, richiamò in vita e la caricò di nuovi significati l'antica Corsa del Palio, interrotta nella seconda metà del XIX secolo.
Baussano nel 1929 realizzò un primo manifesto della Corsa e nel 1930 realizzò le lunette delle tribune. In collaborazione con il pittore Domenico Gaido dipinse i pannelli in legno del carroccio, realizzò bozzetti di bandiere e costumi per la sfilata.
Fu anche l'autore dei manifesti del 1932 e del 1934 dando una forte caratterizzazione dell'"immagine" del Palio di quel periodo.

L'impegno per il Palio non lo portò a trascurare altre committenze:
- presentò una scultura al Salone delle arti di Torino nel 1931, che gli valse un entusiastico commento sulla rivista "La revue moderne illustrée de l'art et de la vie"
- intervenne nei restauri della parrocchiale di San Rocco di Asti
- decorò il piroscafo "Conte di Savoia" nel 1932
- dipinse lo sfondo del presepe della Madonna del Portone

Nel 1934, il sodalizio con Buronzo sfociò nella creazione di una scuola di istruzione professionale che portò Baussano a ricoprire la cattedra di disegno ornamentale e nel 1936 la carica di vicepresidente.

È di questo periodo la raccolta "monumentale" di disegni, bozzetti di edifici, chiese, palazzi, insegne araldiche della città di Asti, realizzati grazie a sedute pittoriche dal vero o copiate dalla raccolta di disegni ottocenteschi dell'Incisa o dalle piante secentesche del Theatrum Statuum Sabaudiae.

Tutto questo materiale preparatorio confluì in una serie di affreschi:
- la realizzazione, presso la filiale di San Damiano della Cassa di Risparmio di Asti, di due affreschi:
  - la veduta di San Damiano tratta dalle carte del Theatrum
  - l'assedio della cittadina da parte di Carlo Emanuele I di Savoia nel 1615. L'affresco datato 1933 avviene con la collaborazione dell'amico pittore Giuseppe Manzone
- gli affreschi sullo scalone del Municipio di Asti, raffiguranti la visione aerea della città di Asti nel Medioevo e la riproduzione della Corsa del Palio "alla lunga" del 1677 (ispirata da un quadro presente nella Chiesa Confraternita della Santissima Trinità e Sant'Evasio)
- La tavola del 1937 intitolata Asti alla metà del XIV secolo esposta alla Mostra d'Arte astigiana, ora di proprietà del Municipio di Asti. La tavola raffigura la selva di torri della città di Asti a volo d'uccello con la riproduzione in calce di 167 stemmi di famiglie astigiane.

A Baussano va dato merito con la sua ricca documentazione iconografica di quel periodo e il recupero di molti reperti medievali, di aver tramandato la memoria storica di molti edifici cittadini astigiani andati perduti, caduti sotto il "piccone risanatore" del regime.

### Il dopoguerra
Se l'interesse di Baussano per l'artigianato ha caratterizzò gli anni trenta, nei decenni successivi, il suo interesse si spostò più sul versante strettamente artistico.
Partecipò a moltissime mostre d'arte con temi molto disparati. Nello stesso periodo decorò i saloni del Bar Impero ad Asti (1947) ed affrescò il Santuario Vallone di Antignano(1953), in collaborazione con la figlia Gea.
Sono di questo periodo altre quattro opere a soggetto storico;
- le due tavole "Cavalcata guelfa", "Cavalcata ghibellina"
- la tela intitolata "Civitas Montiscalvi" (presso il Comune di Moncalvo)
- l'affresco di "Asti medievale" nel salone della Banca d'Italia di Asti del 1958.

Nel 1962 Baussano venne colto da ictus cerebrale, che lo paralizzò nella metà destra del corpo. Imparò lentamente a utilizzare la sinistra e tratteggiò ancora alcuni schizzi a carboncino.

Muore nel 1970, pochi mesi dopo la nomina a cavaliere di Vittorio Veneto.

## Galleria d'immagini

Palio di asti del 1930, tribune con pannelli decorati da Baussano
Asti, Casa Baussano, particolare degli affreschi eseguiti da Secondo Baussano
Asti, Casa Baussano, particolare degli affreschi eseguiti da Secondo Baussano
Asti, Casa Baussano, particolare degli affreschi eseguiti da Ottavio Baussano